# Caicara de Maturín
Caicara de Maturín ist ein Dorf im venezolanischen Bundesstaat Monagas. Es ist Verwaltungssitz des Municipios Cedeño. Die Einwohnerzahl beträgt etwa 20000 Menschen.

## Geschichte
Die Region war früher von Chaimas und Parias (Kariben) bewohnt. Der aragonesische Mönch Antonio de Blesa gründete das Dorf Santo Domingo de Guzmán de Caicara.